# Scelotes insularis
Scelotes insularis là một loài thằn lằn trong họ Scincidae. Loài này được Broadley mô tả khoa học đầu tiên năm 1990.